# La provinciale (miniserie televisiva)
La provinciale è una miniserie televisiva italiana del 2006 diretta da Pasquale Pozzessere.

## Produzione
La miniserie è prodotta dalla Rizzoli Audiovisivi per Rai Fiction, ed è basata sull'omonimo racconto del 1937 del celebre scrittore italiano Alberto Moravia.
Le musiche della fiction sono state composte da Ennio Morricone. Gli interpreti principali sono Sabrina Ferilli nel ruolo di Gemma Foresi, Stefano Dionisi nel ruolo di Vittorio Vagnuzzi ed Enzo Decaro nel ruolo di Massimo Rinaldi. Quest'ultimo personaggio, tuttavia, è stato creato appositamente per questa fiction, e non era presente né nell'opera letteraria di Alberto Moravia né nella sua precedente trasposizione audiovisiva, l'omonimo film del 1953 diretto da Mario Soldati. Tra gli altri interpreti, Barbara Bouchet, Lisa Gastoni, Cosimo Fusco, Roberto Nobile, Arnaldo Ninchi, Antonio Petrocelli, Antonio Volterra, Francesca Prandi.
La miniserie venne distribuita originariamente nel 2006 in due distinte puntate. Successivamente, però, venne rimontata in una versione film TV di un'unica puntata.